# Ropica grossepunctata
Ropica grossepunctata là một loài bọ cánh cứng trong họ Cerambycidae.